# Josef Netolický
Josef Netolický (8. dubna 1870 Skuteč nebo Vojtěchov – 4. srpna 1942) byl československý politik a meziválečný poslanec Národního shromáždění za Československou stranu národně socialistickou.

## Biografie
Politicky aktivní byl již za Rakouska-Uherska. Roku 1914 stal poslancem Říšské rady (celostátní parlament), kam byl zvolen za okrsek Čechy 26. Usedl do poslanecké frakce Český národně sociální klub. Zvolen byl 28. května a 4. června 1914 v doplňovací volbě poté, co po skandálu rezignoval poslanec Karel Šviha. Vzhledem k odročení Říšské rady po dobu prvních let světové války se Josef Netolický do její činnosti výrazněji nezapojil. Ztratil mandát 30. května 1917 na základě pravomocného rozsudku z 26. října 1916.
Za první světové války se totiž zapojil do odboje. V lednu 1916 byl zatčen v rámci razie rakousko-uherských úřadů proti předním politikům národních sociálů. Společně s ním byl zatčen i Jan Vojna a Václav Choc, od pár měsíců dříve i František Buříval. 3. srpna 1916 byl vynesen rozsudek a Netolický byl odsouzen k jednomu roku vězení. Důvodem byl nález jmen dotčených politiků v poznámkách T. G. Masaryka o poradách s domácím protirakouským odbojem. Šlo o zápis Tomáše G. Masaryka ze schůze s českými politiky konané v říjnu 1914, kdy se očekávala invaze ruské armády na Moravu a kde se řešila otázka případného postoje české politické scény k ruské moci. Nejvyšší soudní dvůr potvrdil rozsudek dne 23. října 1916.
V letech 1918-1920 zasedal v Revolučním národním shromáždění. V parlamentních volbách v roce 1920 získal poslanecké křeslo v Národním shromáždění. Mandát v parlamentních volbách v roce 1925 obhájil a do parlamentu se dostal znovu po parlamentních volbách v roce 1929 a parlamentních volbách v roce 1935. Poslanecký post si oficiálně podržel do zániku parlamentu (a Československa) v březnu 1939, přičemž krátce předtím ještě v prosinci 1938 přestoupil do nově vzniklé Strany národní jednoty.
Povoláním byl živnostník. Podle údajů z roku 1935 bydlel v Chlumci nad Cidlinou. V tomto městě působil i jako starosta. Starostenský úřad zastával opakovaně, v období let 1918–1920 a 1927–1931. Od roku 1907 byl členem obecního zastupitelstva ve Chlumci a zastupitelem byl až své smrti. Dlouhodobě působil jako člen městské rady a byl rovněž náměstkem starosty.